# Cyrtulus undatus
Cyrtulus undatus is een slakkensoort uit de familie van de Fasciolariidae. De wetenschappelijke naam van de soort is voor het eerst geldig gepubliceerd in 1791 door Johann Friedrich Gmelin.